# Smith & Wesson Safety Hammerless
Le Smith & Wesson (S & W) Safety Hammerless ou Smith & Wesson New Departure (surnommé familièrement le presse-citron) est un révolver à barillet à double action fabriqué en deux tailles de 1887 à 1940 à plus de 500 000 exemplaires.
Le revolver à sûreté et à chien interne complète et succède à la gamme de révolvers de même calibres de type new modele three, et influence la création du Smith & Wesson modèle n°4.

## Particularités
Comme l'indique son nom, ce modèle de revolver possède un dispositif de sûreté (safety) et pas de chien apparent (hammerless). Ils sont les derniers de la série à canon brisé et viennent avant la série Hand ejector avec barillet swing out.

### Sûreté
La sûreté qui bloque la gâchette est verrouillée et déverrouillée avec un bouton-pressoir situé à l'arrière sur toute la hauteur du manche, ce qui lui a valu le surnom de "presse citron". La poignée de sûreté a été réutilisée à partir de 1952 pour les Smith & Wesson modèles 40 et 52.

### Chien interne
Il n'y a pas de chien à l'extérieur : le marteau et le mécanisme de la percussion sont cachés dans un carter situé en haut du manche, comme pour les carabines Winchester. Cette disposition présente l'avantage de ne pas permettre un accrochage involontaire dans la poche ou ailleurs ; il place les mécanismes à l'abri des poussières, des fumées et donc de l'oxydation. Il a l'inconvénient de ne pas permettre de procéder manuellement au réarmement et de compliquer le démontage.

### Canon brisé
L'éjection et le rechargement des balles sont plus rapides, le barillet a moins tendance à prendre du jeu ou à faire des erreurs d'indexation.

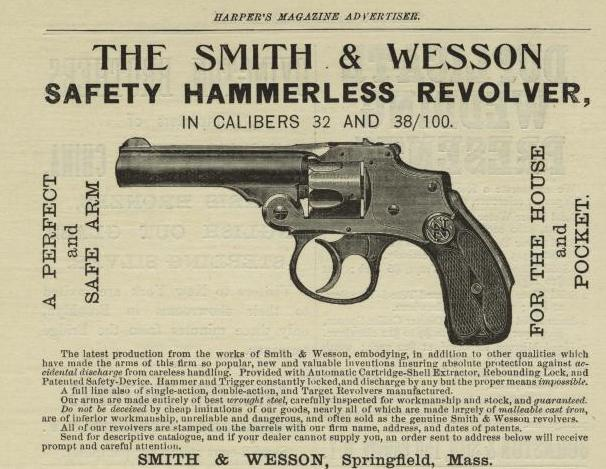
Publicité dans Harpers magazine en 1899.

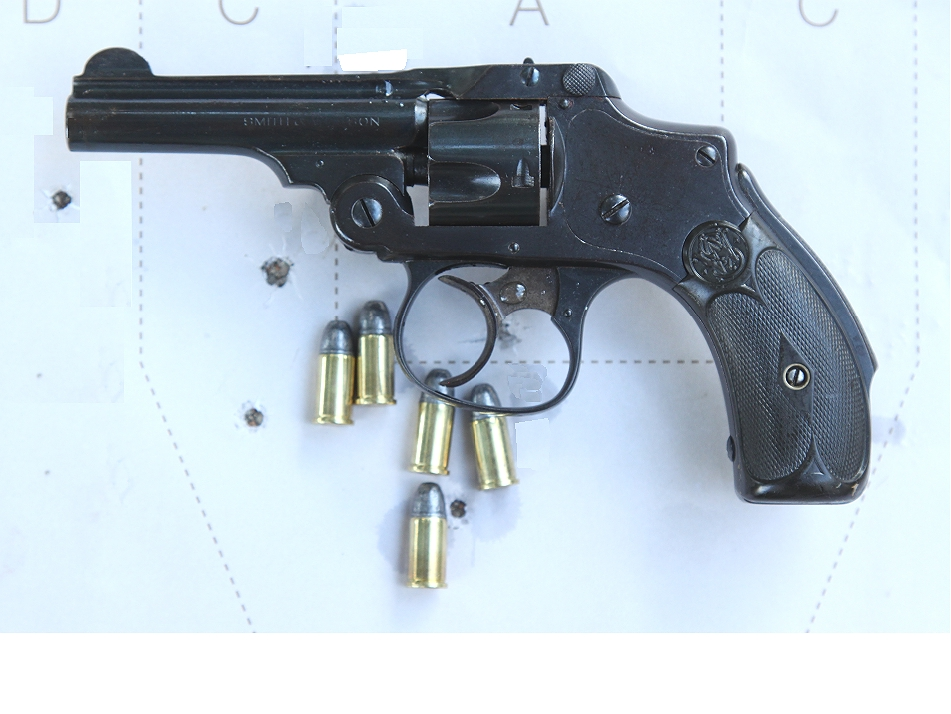
Smith and Wesson Nouveau Départ 15 pouces, avec ses munitions de 0,32 32 S&W.

### Percussion
Ces revolvers étaient très avancés parce qu'ils possèdent un percuteur à inertie, développé par Joe Wesson, fils de Daniel B. Wesson. Il est monté dans l'armature et à ressort ; il pouvait frapper l'amorce seulement lorsqu’il recevait un coup suffisant du chien, qui transférait l'élan à partir du chien à la tige de percuteur elle-même. Quand le chien caché était au repos contre la tige du percuteur, celle-ci ne dépassait pas de l'armature.

## Présentation
C'est un révolver à barillet à brisure. Le barillet est verrouillé.
Il est fabriqué en acier avec une finition noir acier bleui ou nickelé, mais le pontet et la gâchette sont toujours noir bleui.
Les plaquettes de crosse sont en gutta-percha puis en ébonite, et portent un macaron avec S&W en général noir, parfois marron foncé. On en trouve aussi en nacre.
Le marquage se trouve sur le dessus du canon, et assez rarement, sur commande spéciale, à droite du canon avec la mention Made in USA. Pour le calibre 32 un logo S&W est toujours gravé sur le côté gauche de la platine, mais pas sur le calibre 38.

## Fabrication
Le calibre 38 utilise la carcasse 2 du S&W, tandis que la calibre 32 utilise une carcasse 1 1/2.
La conception du premier modèle .38 a été achevée le 1er mai 1884. Cette version avait quelques défauts qui pouvaient occasionner des tirs accidentels.

### Calibre .38
Le S&W .38 Safety Hammerless a été produit en huit exemplaires nickelés en juillet 1886, et vingt autres, aussi nickelés, en août 1886. La commercialisation s'est faite de 1887 à 1940 en cinq versions et vendu à 261 493 exemplaires.
Il a été fabriqué en cinq versions, qui diffèrent essentiellement par leur système de verrouillage :
- 1er modèle : a été commercialisé de 1887 à 5 125 exemplaires.
- 2e modèle : fabriqué à 73 000 exemplaires de 1888 à 1889 (n° 5 126 à 42 483). Nouveau verrouillage.
- 3e modèle : fabriqué à 45 000 exemplaires de 1890 à 1898 (n° 42 484 à 116 002). Tringle de déverrouillage sur le dessus dite z-bar.
- 4e modèle : fabriqué à 105 000 exemplaires de 1898 à 1907 (n° 116 003 à 222 000) Porte le sigle S&W gravé sur la face droite de la platine.
- 5e modèle : fabriqué à 38 000 exemplaires de 1907 à 1940 (n° 222 001 à 261 493) Porte le sigle S&W gravé sur la face droite de la platine.

### Calibre .32
Le S&W .32 Safety Hammerless a été produit dès février 1888 (avec 6 premiers exemplaires nickelés) à 1937, et vendu à 242 981 exemplaires. Le premier modèle du .32 correspond au troisième modèle du .38.
Il a été fabriqué en trois versions :
- Le 1er modèle a été fabriqué de 1888 à 1902.
- 2e modèle : fabriqué de 1903 à 1909.
- 3e modèle : fabriqué de 1909 à 1937 (jusqu'au n° 242 981).

### Imitations
Ce modèle avec sa sûreté et son chien interne, a été repris par des fabricants américains qui ont commercialisé des versions courantes beaucoup moins chères, comme Iver Johnson (en), Harrington & Richardson, American Arms co Boston. Ces imitations moins chères et de moins bonne qualité car destinées à un usage occasionnel, étaient destinées à un public, les particuliers qui voulaient une arme de défense contre une agression ; produites en petit calibre, elles sont parfois nommées par dérision Saturday night special 32, ou Suicide special 32.
Le Safety Hammerless a aussi été copié pour faire quelques versions très luxueuses, comme celles de la firme Spencer dans le Connecticut (le Spencer safety hammeless pat. jan. 24 1888).
Il y a eu aussi eu de nombreuses imitations fabriquées en Espagne et en Belgique et commercialisées sous des marques fantaisies.

## Variantes & versions
Le Smith & Wesson à sûreté et à chien interne est décliné en deux calibres : 0.38 et 0.32 qui ont des carcasses différentes.

### Calibre .38
On le trouve avec un canon de 2 pouces (4,4 cm), de 3 pouces (5,1 cm), de 3,5 pouces (8,9 cm), de 5 pouces (12.7 cm) et même des exemplaires très rares avec un barillet de 6 pouces (15,2 cm).
Sa longueur minimale est de 19 cm. Le canon mesure 8,3 cm, 10,2 cm, 15 cm ou 16,5 cm.

### Calibre .32
Sa longueur minimale est de 15 cm, 17,7 cm. Le canon mesure 5,1 cm, 7,6 cm ou 8,9 cm.
Une version de 15 cm avec un canon de 2 pouces qui pèse 380 grammes a été commercialisée à partir de 1898 pour permettre aux cyclistes de se défendre contre les attaques de chiens.
Le S&W .32 Safety Hammerless a donné lieu à de nombreuses imitations économiques commercialisées auprès des particuliers comme armes de défense occasionnelle ; ils sont appelés suicide special ou saturday night special.

### Smith & Wesson Modèle n°4
Il ressemble beaucoup au Safety Hammerless dont il a les mêmes caractéristiques.
- Calibre unique : .32 S&W. Le Barillet mesure 3 ou 5 pouces.

## Munitions
Balles à poudre noire .38 Smith & Wesson et .32 Smith & Wesson qui ne sont plus fabriquées par la firme, mais qui restent fabriquées industriellement dans certains pays (Autriche, Brésil, Italie, États-Unis) pour ceux qui pratiquent le tir de loisir.

## Quelques utilisateurs célèbres

### Films
Smith & Wesson Modèle n°4
- 1958, le personnage de Jacques Dufour (Maurice Ronet) dans le film  Carve Her Name with Pride.
- 1996, le film Titanic.
- 1998, Buddy Bragg (Ving Rhames) et Jack Foley (George Clooney) dans le film Hors d'atteinte.
- 2004, Tina Lombard (Marion Cotillard) dans le film Un long dimanche de fiançailles.

Smith & Wesson Safety Hammerless
- 1976, le personnage de Jack Pulford (Hugh O'Brian) dans le film Le Dernier des géants.
- 1978, le personnage de Nicolas Sanmichele (Giancarlo Giannini) dans le film D'amour et de sang.
- 1984, Kao Han (Ric Young) dans le film d'Indiana Jones :  Indiana Jones et le Temple maudit
- 1990, Verna Bernbaum (Marcia Gay Harden) dans le film Millers
- 2003, Kissin' Kate (Patricia Arquette) dans le film La Morsure du lézard
- 2007, Daniel Plainview (Daniel Day-Lewis), dans le film Il va y avoir du sang.

### Télévision
- 1963-1989, la Comtesse Scarlioni (Catherine Schell) dans la série télévisée Doctor Who.